# Lymantrichneumon disparis
Lymantrichneumon disparis is een insect dat behoort tot de orde vliesvleugeligen (Hymenoptera) en de familie van de gewone sluipwespen (Ichneumonidae). De wetenschappelijke naam van de soort werd voor het eerst geldig gepubliceerd door Nicolaus Poda von Neuhaus in 1761.